# Рецензия экспертизы
Рецензия экспертизы (лат. Recensio — оценка, сообщение, просмотр) — беспристрастная оценка заключения эксперта, цель которой — качественный анализ исследований, проведенных в рамках экспертизы, на предмет их соответствия требованиям действующего федерального процессуального законодательства, методикам и методическим рекомендациям. Этим также проверяются правильность оформления, достоверность экспертизы и обоснованность её выводов.

## История
В России на рубеже XX—XXI веков произошли фундаментальные изменения общественных и производственных отношений, а также структуры собственности. Была радикально расширена сфера деятельности экспертизы. 31 мая 2001 г. был принят Федеральный закон N 73-ФЗ «О государственной судебно-экспертной деятельности в Российской Федерации» — первый в истории государства нормативно-правовой комплексный акт, регулирующий эту сферу деятельности и закрепивший все возникшие в ней изменения.. Согласно закону, заключения могут быть даны государственными судебными экспертами или частными, а также — негосударственными судебно-экспертными организациями. Определяющим фактором при этом являются специальные познания, которыми обладает тот или иной эксперт.
В последующие годы потребность органов следствия или суда в экспертизах сильно возросла. В настоящее время из-за нехватки материальных и кадровых ресурсов государственные судебно-экспертные учреждения не могут справиться с имеющимся объёмом задач, что привело к росту количества негосударственных экспертов и экспертных организаций.
В отличие от государственных судебно-экспертных организаций, деятельность негосударственных — не имеет четких законодательных ограничений, касающихся порядков контроля качества исследований, повышения квалификации специалистов, получения и подтверждения экспертом права на самостоятельное производство заключений. Законом также не определены требования к лицензированию, особой регистрации и необходимости подтверждения специальных познаний у негосударственных экспертов.Это отражается на качестве исследований, является причиной экспертных ошибок и ложных выводов.
Во время Парламентских слушаний 23.05.2019 г., посвященных теме совершенствования законодательства России в области судебно-экспертной деятельности, замминистра юстиции Д. Новак сообщил следующее:

Отсутствие законодательно закрепленных критериев оценки компетентности лиц, не являющихся работниками государственных судебно-экспертных учреждений, достоверности используемых ими экспертных методик, их научной обоснованности — это и является причиной низкого качества проводимых этими лицами экспертиз и, как следствие, судебных ошибок, увеличения количества повторных и дополнительных экспертиз, увеличения сроков судопроизводства в целом. … Следует признать, что все-таки во многих случаях качество производства судебных экспертиз негосударственными экспертами и экспертными организациями свидетельствует о низком уровне их подготовки, оснащенности оборудованием и, самое главное, о преобладании коммерческого интереса при решении экспертных задач.

По статистике, за 2018 год экспертные учреждения Министерства юстиции выполнили после негосударственных экспертов 585 повторных исследований. Выводы 454 из них (77,6 %) не совпадали с выводами предыдущих заключений.. Таким образом, рецензия дает возможность оспорить заключение эксперта, являясь действенным методом решения проблем законодательства. С 2014 по 2019 годы рецензирование экспертиз в 82 % случаев выявило наличие грубых нарушений, которые повлияли на объективность полученных экспертами выводов.
В последние годы рецензирование получает активное развитие и выполняется на базе негосударственных экспертных организаций. С 2010 года существует Саморегулируемая организация судебных экспертов, действующая в рамках ФЗ-305 от 01.12.2007 г., которая обладает функциями контроля деятельности судебных экспертов. Рецензирование судебных экспертиз является одним из инструментов функции контроля.
Кроме того, в специализированных государственных организациях выполняются контрольные рецензирования экспертиз нижестоящих подразделений вышестоящими. Такого рода рецензии предусмотрены ведомственными нормативными актами, регулирующими судебно-экспертную деятельность. Рецензии применяются при аттестации судебных экспертов, сдаче квалификационных экзаменов по экспертной специальности и для профилактики ошибок, допускаемых экспертами. Они проводятся внепроцессуально, инициаторами их выступают руководители судебно-экспертных организаций различных ведомств (ЭКЦ МВД, РФЦСЭ при Минюсте РФ, ЭКУ ФСБ, РЦСМЭ Минздрава РФ и др.).

## Виды рецензии экспертизы и порядок оформления
Рецензия является результатом исследования экспертизы и, по сути, разъясняет заключение. Она может понадобиться в следующих случаях:
- сомнительные выводы и слабая аргументация экспертизы;
- сомнения в квалификации или объективности эксперта;
- выводы экспертизы противоречат другим доказательствам, имеющимся в деле;
- поставлен вопрос о приобщении или недопущении экспертизы как доказательства.

Вид рецензии соответствует виду исследуемой экспертизы. Например, почерковедческая рецензия — это анализ почерковедческой экспертизы, лингвистическая рецензия — анализ лингвистической экспертизы и т. д. Следовательно, рецензент должен быть специалистом в соответствующей научной области.
Требования к оформлению рецензии (заключения/консультации специалиста) действующим законодательством России не установлены. Поэтому она должна быть составлена с учётом ст. 55.1 Арбитражно-процессуального кодекса РФ, ч.3 ст. 188 Гражданско-процессуального кодекса РФ или ст.58 Уголовно-процессуального кодекса РФ.
Рецензия подлежит обязательному исследованию правоприменительными органами (полиция, следственный комитет, суд, прокуратура, налоговая инспекция) с точки зрения оценки представленных доказательств. Это подтверждается Определением Верховного Суда Российской Федерации No305-ЭС17-11486 от 25.01.2018г., в котором сказано: «Не приобщив указанный документ (*прим. — то есть рецензию) и не дав оценку его содержательной части, суд лишил сторону возможности доказать свои возражения в части предмета иска и обоснованности встречного иска. В этой связи нельзя признать правомерным и отказ суда в проведении повторной экспертизы».
Для подготовки и оформления рецензии специалист должен получить максимально полные материалы дела или конфликта сторон. В то же время для анализа экспертизы рецензенту достаточно её текста и прилагаемых иллюстраций. Относительно сомнений, насколько будет объективен в этом случае результат, приводятся следующие аргументы:
- для рецензирования экспертизы должен быть приглашен такой специалист, который обладает более высокой квалификацией, чем проверяемый эксперт. Стаж работы рецензента по конкретной экспертной специальности должен быть не менее 8 лет;
- рецензент во время ознакомления с текстом экспертизы должен обладать способностью моделировать ход исследования;
- по итогам рецензирования должны быть установлены как положительные, так и отрицательные аспекты анализа;
- специалист должен сравнивать результаты исследуемой экспертизы со стандартными методическими рекомендациями по производству данного вида экспертиз;
- рецензент оценивает возможность влияния допущенных ошибок и недостатков на окончательный результат экспертного исследования;
- рецензент должен провести оценку не столько выводов эксперта, сколько оценку научной состоятельности его исследования (обоснованность выбранных методов, средств, методики исследования; правильность логических операций в исследовании; качество оформления и т. д.)[4].

## Рецензия с точки зрения процессуального права
В аспекте процессуального права рецензия экспертизы является письменным заключением специалиста, обладающего теоретическими и практическими познаниями в конкретной научной области. На сегодняшний день судебно-экспертная деятельность России представлена профильным федеральным законом, процессуальными законами, разрешающими назначения и выполнения судебных экспертиз, а также нормативно-правовыми ведомственными актами.
Суд должен изучить юридические и фактические и основания всех возражений, в том числе и рецензию, которая является возражением по своей сути. Указанное следует из этих правовых норм:
- Гражданско-процессуальный кодекс РФ: ст.ст. 55 −56, ч.1 ст. 57, ст. 60, ст. 67, ч.1 ст. 68, ст. 79, ст. 87, ч.1 ст. 157, ст. 171, ч.3 ст. 184, ст.ст. 187—188
- Арбитражно-процессуальный кодекс РФ: ч.1 ст. 64, ч.1 — 3.1 ст. 65, ч.7 ст. 71, ч.1 ст. 168, ч.3 — 4 ст. 170
- Уголовно-процессуального кодекса РФ: ч.2 ст. 74; ч.3 ст. 80, ст. 85, ст. ст. 87-88, ч.2.2 ст. 159, ч.5 ст. 164

Анализ следственной и экспертной практики говорит о том, что лицо, назначившее судебную экспертизу, во многих случаях не может самостоятельно оценить её научную обоснованность, правильность выбора методики, методов и средств проведения. Поэтому, кроме видов процессуальной формы оценки экспертизы (допрос специалиста, её проводившего; оценка заключения следователем или судом, а также с привлечением специалиста, либо оценка экспертизы путем сопоставления с другими доказательствами по делу) в практической деятельности применяются следующие непроцессуальные (криминалистические) виды оценки:
- оценка членами комиссии при проведении комиссионных, комплексных экспертиз;
- оценка в ходе беседы следователя и специалиста, проводившего экспертизу;
- оценка руководителем судебно-экспертной организации;
- оценка сотрудниками того же коллектива;
- рецензирование внутри и вне коллектива;
- оценка экспертизы специалистом, который её проводил

Таким образом, итог рецензии представляет собой объективный анализ экспертизы и выявление недостатков, если они есть, с последующим их исправлением.

## Роль рецензии в судебном процессе
В судебной практике нередко возникают сомнения в правильности экспертизы или её обоснованности. Противоречия в выводах, сделанных по одному вопросу разными экспертами, также не добавляют ясности. Для оценки заключения или допроса эксперта по ходатайству одной из сторон или инициативе суда может привлекаться рецензент. Оценивая экспертизу, нужно понимать, что она не обладает заранее установленной силой и это необходимо учитывать, предоставляя рецензию суду.
В ст. 87.1 АПК РФ и п.14 Постановления Пленума Высшего Арбитражного суда РФ от 04.04.2014 N 23 «О некоторых вопросах практики применения арбитражными судами законодательства об экспертизе» говорится, что для разъяснения вопросов, которые требуют специальных познаний (включая и те, что возникают при анализе экспертизы) суд может привлечь специалиста. Профессиональная консультация может даваться, как письменно, так и устно,. В случае устной консультации определения суда и назначения специальных исследований не требуется.
В рамках ч.1 ст. 157 ГПК РФ, наряду со всеми доказательствами (объяснения сторон и третьих лиц, вещественные доказательства, разъяснения специалистов, показания свидетелей и пр.), суд в ходе рассмотрении дела должен исследовать и рецензию экспертизы.
Согласно п.7 Постановления Пленума Верховного Суда РФ от 19.12.2003 N 23 «О судебном решении», суд должен принять во внимание, что «экспертизы … не являются исключительными средствами доказывания. Поэтому они должны оцениваться в совокупности со всеми доказательствами, которые имеются в деле» (ст. 67, ч.3 ст. 86 ГПК РФ). Оценка экспертизы должна быть отражена в решении суда, который обязан указать, на чем основывает выводы эксперт, приняты ли им во внимание материалы, представленные на изучение, был ли проведен ли глубокий всесторонний анализ.
Однако практика показывает, что в некоторых случаях суд отказывает в принятии рецензии из-за формального несоответствия её требованиям, которые предъявляются к экспертизам.
Наиважнейшая роль рецензии в суде — не допустить применения необъективных, нарушающих права и свободы других участников судебного процесса выводов экспертизы. Любое доказательство должно быть подвергнуто оценке. Поэтому суд, следователь или должностное лицо анализируют имеющиеся доказательства на основании закона и в то же время по своему внутреннему убеждению. Оценка доказательств должна быть объективной, полной и всесторонней, а рецензия экспертизы призвана в этом помочь. На основании выводов рецензии следователь, суд или должностное лицо могут назначить дополнительную или повторную экспертизу.

## Подача рецензии на экспертизу в суд
Процессуально подача рецензии выражается в заявлении ходатайства о приобщении её к материалам судебного (или иного) дела, при этом ходатайство должно быть мотивированным. Целью ходатайства является назначение дополнительной или повторной экспертизы. Примеры таких заявлений можно найти в Интернете.
В ходатайстве кратко, но доступно излагаются недостатки и нарушения рецензируемой экспертизы; указывается, каким образом её выводы нарушают права участников процесса и других лиц. Необходимо изложить все положения, тезисы или нарушения, по которым высказался рецензент, поскольку, даже если суд (иной процессуальный орган или должностное лицо) откажет в приобщении самого текста рецензии, то в материалах дела останется мотивированное ходатайство и указанные в нём доводы.
В случае отказа в удовлетворении ходатайства о назначении дополнительной или повторной экспертизы суд должен мотивировать свои действия. Как правило, это создает возможности при рассмотрении дела в следующих инстанциях. Таким образом, рецензия на экспертизу позволяет переломить ход расследования или судебного разбирательства. Но насколько успешно эта возможность будет использована, зависит от множества частностей и фактических обстоятельств дела.